# Милештиј де Жос (Бакау)
Милештиј де Жос (рум. Mileștii de Jos) насеље је у Румунији у округу Бакау у општини Паринча. Oпштина се налази на надморској висини од 176 m.

## Становништво
Према подацима из 2002. године у насељу је живело 175 становника, од којих су сви румунске националности.